# فالنتين نايدينوف
فالنتين نايدينوف (بالبلغارية: Валентин Найденов)‏ هو لاعب كرة قدم بلغاري في مركز الدفاع، ولد في 27 يوليو 1972 في Berkovitsa ‏ في بلغاريا. لعب مع سسكا صوفيا.